# Теклівська (печера)
Теклівська — печера, що знаходиться в селі Мишків Чортківського району Тернопільської області. Печеру відкрив та дослідив Володимир Добрянський.

## Відомості
Печера Теклівська почала закладатися на початку XIX століття. Вона находиться за 0,8 км на північний схід до с. Мишків та 2,2 км на південний захід до с. Ставки Заліщицького району. Неподалік печери колись знаходилося с. Теклівка, яке тепер не існує.
Під час обстеження печери встановлено, що вона знаходиться в лісі Турин за 100 м від крайніх будівель колишнього с. Теклівка. Її вхід знаходиться на правому схилі струмка Теклівський (права притока потоку Мишківський — права притоки р. Серет) на висоті близько 10 м від улоговини. Вона відноситься до VI-Б-3 Подільсько-Буковинської карстової області Придністровського Лівобережного карстового району. Її вхідна частина існує з давніх часів, згодом почала розширюватися за ступенем забору в неї піску.
Під час огляду печери Теклівська встановлено, що вона заповнена пісковиками біло-жовтого кольору, які зверху перекриваються вапняками, що мають горизонтальну шаруватість та тріщинуватість.
Печера має рівне дно, гладку та похилу стелю і стіни. Її довжина сягає 122 м, площа порожнини 320 км², а об’єм — 470 м³. Середня ширина проходів печери Теклівська має 3,2 м, а середня висота — 1,6 м.
Біля входу та всередині печери, на стінах зображені нечіткі, сильно пошкоджені написи та окремі літери кириличної та латинської абетки. Сьогодні їх прочитати неможливо, оскільки вони були нанесені відвідувачами на крихку та спресовану породу пісковиків.
У печері Теклівська понад 150 років місцеве населення добувало пісок для господарських потреб, тому із кожним десятиліттям вона розширювалася в об’ємі.